# Немски музей
Немският музей на шедьоврите на науката и техниката (на немски: Deutsche Museum von Meisterwerken der Naturwissenschaft und Technik), обикновено наричан просто Немски музей (на немски: Deutsches Museum) е най-големият, най-старият и най-пълният технически музей в света. Той е открит в Мюнхен на 7 май 1906 г. Всяка година музеят е посещаван от около 1 500 000 души и притежава над 28 000 експоната от над 50 области на науката и техниката. Той е и най-големият музей в Мюнхен, Германия.

## История на музея
Основната част на музея се намира на остров на река Изар. Преди 1772 г. на острова не е имало никакви сгради заради наводнения. Тогава на острова са построени казарми, които остават там до 1899 г., когато ново голямо наводнение залива острова. Малко по-късно островът е защитен от наводнения с нови укрепления. През 1903 година кметството на Мюнхен решава безплатно да предостави острова за изграждането на музей, в който да бъдат изложени важни технически постижения. Оттогава се нарича Музеен остров Мюнхен (Museumsinsel Munich). Три години по-късно, през 1906 г. е направена първата копка на музея, който е завършен само за няколко месеца. С времето музеят е непрекъснато разширяван, но през 1942 г., по време на Втората световна война е почти напълно унищожен от бомбардировките над Мюнхен. През 1950 г. сградата на музея е напълно възстановена.

## Колекции
Музеят съхранява експонати от най-различни сфери на науката – химия, физика, биология, машини, астрономия, енергетика, компютри и много други научни постижения. Посетителите на музея могат да прочетат информация за всеки един експонат в музея. Той разполага със свое кино, огромна библиотека с над 850 000 тома природонаучна и техническа област, с над 95 000 изследователски трудове и с множество архиви и официални документи.
Има 55 различни отдела, като аеронавтика, музикални инструменти, фотография, физика, текстил и др. Тук могат да се видят първият електрически локомотив на Siemens – 1879 г., първата германска подводница от 1906 г., работната маса от лабораторията, в която за първи път се е осъществило делението на атома, десетки автомобили, включително първият „Mercedes-Benz“ от 1886 г. и луксозните „Бугати“ и „Даймлер“ от 20-те и 30-те години на 20 век, цялостно и страховито убедително копие на испанските пещери Алтамира, първите самолети от „Tapy-A Standard“ на братя Райт, направен през 1909 г., военни самолети от 30-те и 40-те години на XX век и др.

## Работно време
Музеят работи всеки ден от 09 00 часа до 17 часа. Той е затворен на 1 януари, на католическия Сирни заговезни, на Разпети петък, на 1 май, на 1 ноември и на Коледа. Входът струва 8,50 евро за възрастни, 3 за деца под 6 години и 7 евро за групи.